# Бодрье, Люсьен
Люсьен Александр Бодрье (фр. Lucien Alexandre Baudrier; 13 декабря 1861 года, X округ Парижа — 21 октября 1930 года, Эрмон, Иль-де-Франс) — французский яхтсмен, бронзовый призёр летних Олимпийских игр 1900 года.
На Олимпиаде с Эдуаром Мантуа, Альбером Дюбоском и своим кузеном-рулевым Жаком был членом экипажа лодки последнего Nina Claire, на которой принял участие в двух гонках среди лодок водоизмещением от 1 до 2 тонн в парусном спорте.. В первой гонке пришёл третьим, во второй — четвёртм, выиграв бронзовую медаль.